# Athina Cenci
Athina Cenci (n. Isla de Cos, 13 de marzo de 1946) es una actriz, política y comediante griega nacionalizada italiana.

## Carrera
Nacida en Isla de Cos, Grecia, Cenci fue cofundadora y miembro, junto a Francesco Nuti y Alessandro Benvenuti del ensamble de comedia "GianCattivi" con el que logró repercusión tanto en televisión como en teatro. Hizo su debut en el cine junto a GianCattivi en Ad Ovest di Paperino (1982), entonces, luego de que el grupo se separara, inició una exitosa carrera solista logrando ganar dos premios David di Donatello a mejor actriz de reparto por sus actuaciones en Speriamo che sia femmina de Mario Monicelli y Compagni di scuola de Carlo Verdone. Luego trabajó con otros directores notables, incluyendo a Paolo y Vittorio Taviani y Ettore Scola. En 1999 Cenci fue elegida concejal de la ciudad de Florencia. En 2001 sufrió un accidente cerebrovascular que la forzó a interrumpir sus actividades en la política.